# トンガ王国軍
トンガ王国軍（トンガおうこくぐん、英語: His Majesty's Armed Forces、略称: HMAF）は、トンガの唯一の軍事組織である。また、平時には警察活動も行う。3つの作戦部隊と2つの支援部隊で構成される。
トンガ王国軍の任務はトンガ王国の主権を守ることである。また、トンガはオーストラリア、アメリカ合衆国、イギリス、中国、インド、ニュージーランドと防衛協定を締結している。
2013年までは、トンガ防衛局（トンガぼうえいきょく、英語: Tonga Defence Services、略称: TDS）と呼ばれていた。トンガ防衛局時代から、イラク戦争に有志連合として支援したり、ソロモン諸島での地域支援任務に参加するなど、積極的に国際貢献を行っている。

## 編成
- トンガ王国軍本部
- 統合軍本部
- 郷土防衛隊
- 陸軍
  - トンガ王国警備隊
- 海軍
  - トンガ海兵隊
- 航空団
- 訓練航空団
- 支援部隊

## 歴代司令官

### トンガ防衛局（TDS）司令官
- フェトゥウトル・トゥポウ（英語版）大佐（1977年 - 2000年）[3]
- タウアイカ・ウタアトゥ准将（2000年 - 2013年）[4]

### トンガ王国軍（HMAF）司令官
- タウアイカ・ウタアトゥ准将（2013年 - 2014年）[4]
- トゥポウ・トンガポウリ・アレアモトゥア准将（2014年 - ）[5]

## 装備
- IMI ガリル
- UZI
- M4カービン
- M16
- FN FNC
- リー・エンフィールド
- ブローニングM2重機関銃
- M203 グレネードランチャー